# Drapetis inquilina
Drapetis inquilina är en tvåvingeart som beskrevs av Seguy 1945. Drapetis inquilina ingår i släktet Drapetis och familjen puckeldansflugor.
Artens utbredningsområde är Kenya. Inga underarter finns listade i Catalogue of Life.